# Vrhovlje, Lukovica
Vrhovlje este o localitate din comuna Lukovica, Slovenia, cu o populație de 89 de locuitori.